# Odeão de Pompeia

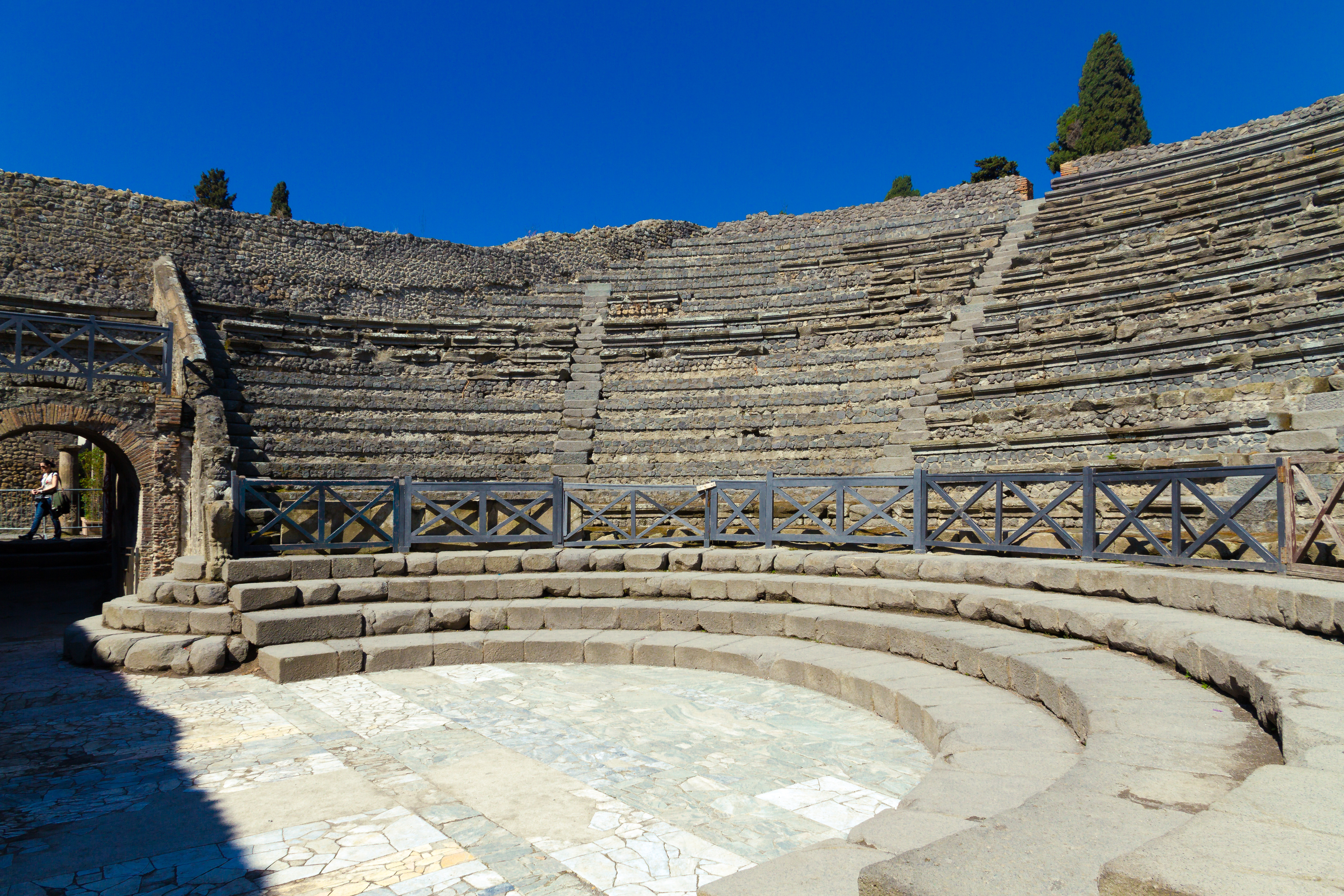
Odeão de Pompeia

O Odeão de Pompeia, também conhecido como Teatro Coberto (theatrum tectum), é um dos teatros situados na antiga cidade romana de Pompeia, soterrada sob as cinzas da erupção do monte Vesúvio em 79 d.C.. Assim como o resto do sítio arqueológico, pode ser visitado atualmente e está localizado na parte sudoeste da cidade, próximo ao Fórum Triangular. 

## Origem
O teatro foi construído depois do Teatro de Pompeia, entre 80 e 75 a.C, e financiado por dois funcionários públicos, Caio Quíncio Valgo e Marco Pórcio, os mesmo que financiaram o Anfiteatro de Pompeia . Devido à inscrição encontrada com a informação sobre os construtores, os arqueólogos acreditam que o teatro era coberto por alguma espécie de toldo. Um auditório coberto na vizinhança imediata de um grande teatro sem teto não era incomum; uma pista para o uso especial de tal edifício pode ser encontrada em um prédio similar erguido em Atenas por um rico evergeta chamado Herodes Ático no principado de Adriano, no século II d.C. A construção foi chamada de odeum, uma sala para cantar. O propósito da cobertura era provavelmente adicionar ao efeito acústico.

## Estrutura

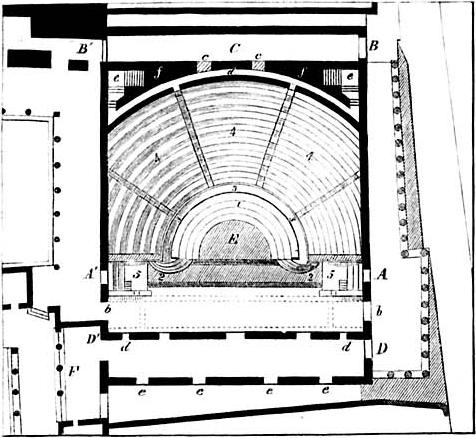
Planta baixa do Odeão

O Odeão é um teatro em miniatura que incorpora as três principais divisões de cávea, orquestra e o palco, assim como o Teatro de Pompéia. A fim de cobrir o espaço fechado por um telhado, as fileiras superiores de assentos foram reduzidas em comprimento e todo o edifício - cávea, orquestra e palco - foi reunido em uma forma oblonga; apenas a orquestra e as fileiras inferiores de assentos na caverna formam um semicírculo completo; o restante foi truncado pelas paredes externas. O espaço tinha capacidade para 1500 a 2000 pessoas.
Seu formato e materiais são os mesmos moldes encontrados em qualquer teatro romano; seus assentos eram de alvenaria cobertos com lajes de tufo. Eles tinham depressões nas costas e no topo para tornando a sessão mais confortável. Além da plataforma propriamente dita, medindo apenas cerca de 2,4m por 2,7m, três filas de assentos acima foram divididas pelo mesmo muro divisório.
O chão da orquestra era pavimentado com bandeiras de mármore colorido, que desbotaram desde que foi escavado, em 1783. Uma inscrição em letras de bronze, hoje quase apagada, diz que foi colocada pelo pro ludis do duúnviro Marco Oculácio Vero - ou seja, em vez dos jogos romanos, que eram sediados no Anfiteatro de Pompeia que, de outro modo, se esperava que ele proporcionasse.
Em cada extremidade do palco, como no grande teatro ao lado, havia amplas entradas. Diferentemente do Grande Teatro ao lado, as altas paredes externas que sustentam os assentos não aproveitam qualquer declive de terreno, mesmo tendo a mesma altura das do outro teatro, e foram construídas diretamente a partir do chão. Isso diferencia sua construção da dos teatros helenísticos e prefigura o padrão arquitetônico dos teatros romanos posteriores.

## Função

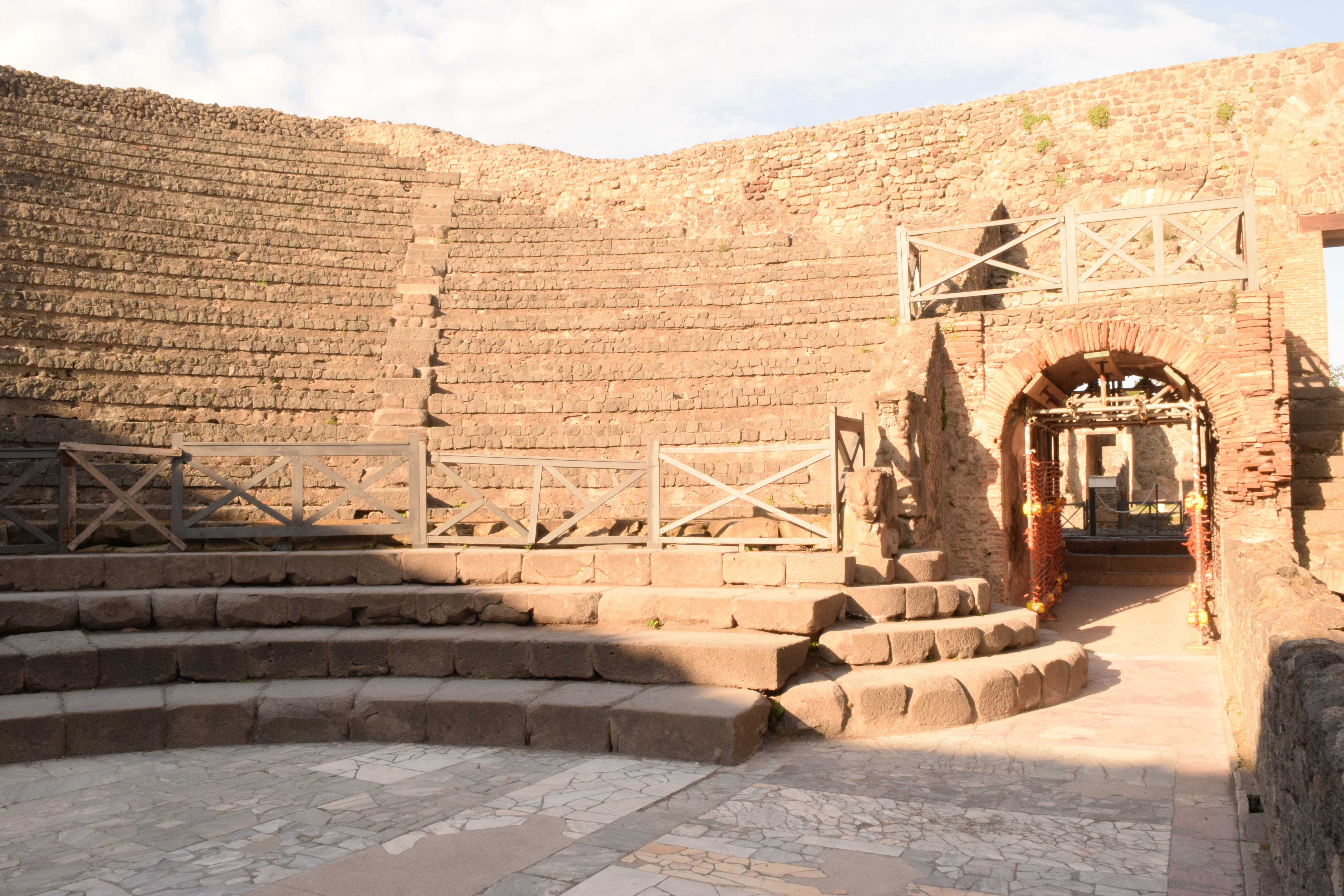
Entrada lateral do teatro, vista do palco.

O nome "odeão" remete aos teatros gregos, tal como o de Herodes Ático em Atenas, através da ideia de que apresentavam espetáculos musicais. Essa interpretação por analogia é bastante comum, tendo sido adotada até mesmo por Amadeo Maiuri, entre outros.
No entanto, Paul Zanker sugere que os colonos romanos, ex-militares, não teriam tanto interesse em apresentações musicais de cunho grego e teriam usado o prédio como local para assembleias dos cidadãos.